# Polonia 1
Polonia 1 – jedna z najstarszych obecnie istniejących w Polsce komercyjnych telewizji, utworzona w 1992 roku, oficjalnie nadająca program od 7 marca 1993. Pierwotnie stanowiła sieć 12 (przez krótki czas 13) lokalnych stacji w większych aglomeracjach miejskich, emitujących program drogą naziemną, następnie – do dziś – niekodowany kanał satelitarny. Telewizja założona została przez sardyńskiego biznesmena Nicolę Grauso, powiązanego z byłym premierem Włoch Silvio Berlusconim. Obecnie producentem programu Polonii 1 jest spółka Polcast Television, należąca do Media 5. Telewizja działa na podstawie włoskiej koncesji, wydanej na spółkę Polcast Italia z siedzibą w Mediolanie.
Polonia 1 była pierwszą w kraju stacją telewizyjną, która swoje programy przerywała blokami reklamowymi. Także jako pierwsza w Polsce przy układaniu ramówki uwzględniała pasmo prime time. Stacja szybko zdobyła uznanie ośmiomilionowej widowni, tym samym wkrótce po starcie cieszyła się ponad dwudziestoprocentową oglądalnością. Dodatkowo stałymi pozycjami były programy skierowane do dzieci i młodzieży. Od 1996 do 2018 roku Polonia 1 dzieliła czas nadawania z kanałem teleshoppingowym Top Shop. 
Program jest dostępny w sieciach kablowych w całej Polsce oraz na platformach Polsat Box oraz Platforma Canal+. Aktualny zasięg Polonii 1 to 17,8 miliona widzów na terenie Polski (do ponad 53% gospodarstw domowych w Polsce).

## Historia

### Nadawcy lokalni
Sieć Polonia 1 powstała na bazie dwunastu lokalnych stacji telewizyjnych, z których siedem (PTV Rondo, PTV Krater, TV EX, Tele-Top, PTV Morze, TV Copernicus i Tele-24) zostało uruchomionych (w latach 1991–1993) z inicjatywy Nicoli Grauso z zamiarem budowy ogólnopolskiej sieci. Docelowo spółka należąca do Grauso w każdej z dwunastu stacji objęła 33% udziałów.
| Nowa Telewizja Warszawa                                                   | Warszawa            | 5 grudnia 1992       | 29 sierpnia 1994     | 50 km    |
| PTV Echo                                                                  | Wrocław             | 6 lutego 1990        | 8 marca 1995         | 50 km    |
| PTV Rondo                                                                 | Katowice            | 16 grudnia 1992      | 21 września 1994     | 100 km   |
| PTV Krater                                                                | Kraków              | 1992                 | 29 sierpnia 1994     | 30 km    |
| PTV Opole vel Telopol                                                     | Opole               | 23 stycznia 1993     | 29 sierpnia 1994     | 30 km    |
| PTV Morze                                                                 | Szczecin            | 31 października 1991 | 29 sierpnia 1994     | 60 km    |
| Tele-Top vel PTV Neptun                                                   | Gdynia              | luty 1993            | 21 września 1994     | ?        |
| Tele-24                                                                   | Łódź                | 5 września 1992      | 21 września 1994     | 30 km    |
| TV EX                                                                     | Bydgoszcz           | 1993                 | 11 marca 1995        | 40 km    |
| TV ES                                                                     | Poznań              | 6 czerwca 1992       | 29 sierpnia 1994     | 70 km    |
| Telewizja Niezależna                                                      | Lublin              | 1 kwietnia 1992      | 29 sierpnia 1994     | 60 km    |
| TV Copernicus                                                             | Olsztyn             | 1992                 | 21 września 1994     | 40 km    |
| TV Centrum                                                                | Kalisz              | 21 stycznia 1993     | 7 lipca 1993         | 15–20 km |
| Stacje retransmitujące program Polonii 1, nie należące formalnie do sieci |                     |                      |                      |          |
| NTL Radomsko                                                              | Radomsko            | 1994                 | 1 grudnia 2020       | 30 km    |
| TV Vigor                                                                  | Gorzów Wielkopolski | 1992                 | 2012                 | ?        |
| TV AVAL                                                                   | Jelenia Góra        | 2 lutego 1998        | 30 czerwca 2000/2013 | ?        |
| TVLubin (obecnie Tv Regionalna)                                           | Lubin               | 1990                 | Nadal emituje        | ?        |
| TV Lubań                                                                  | Lubań               | 1 marca 1990         | 1 sierpnia 2019      | ?        |

W niedługim czasie do powyższych stacji dołączyła także TV Centrum z Kalisza. W późniejszym okresie na retransmisję programu Polonii 1 zdecydowały się ponadto: TVLubin, TV Vigor z Gorzowa Wielkopolskiego, TV AVAL z Jeleniej Góry i TV Lubań, mimo iż żadna z nich nie stała się formalnie częścią sieci.

### 1993–1995[16]
Oficjalne nadawanie programu Polonia 1 rozpoczęła 7 marca 1993 roku. We wszystkich dwunastu stacjach wprowadzona została wspólna ramówka. Od tej pory poza własnymi, lokalnymi pasmami, emitowały one również ogólnopolski blok programów przygotowywany przez Polonię 1.
Emisja wspólnego bloku dla wszystkich nadawców, dostarczanego im na kasetach U-matic SP, rozpoczynała się codziennie o 16:15 (w pierwszych tygodniach emisji o 16:30) i trwała do ok. północy. Ramówka przewidywała także co najmniej cztery godziny pasm lokalnych dziennie, w których poszczególne telewizje mogły nadawać własne produkcje. Niekiedy pojawiały się również filmy spoza oferty Polonii 1. Pasmo wspólne wypełniały japońskie filmy animowane, seriale przygodowe i kryminalne (jak np. MacGyver, Drużyna A), przede wszystkim argentyńskie telenowele (np. Manuela, Maria), a także filmy fabularne i programy produkowane przez poszczególne stacje lokalne, m.in. A Teraz Konkretnie i ATaK Show – blok programów publicystycznych A.T. Kijowskiego, czy *U... NTW – program muzyczny Rafała Włoczewskiego i Rafała Olbrychskiego.
Pozostały czas antenowy stacje sieciowe wypełniały powtórkami bloku Polonii 1, bądź własną produkcją (magazyny, wiadomości lokalne). Zdarzały się od tego wyjątki – olsztyński TV Copernicus przez pewien czas emitował w godzinach porannych filmy erotyczne (w wytoczonym później procesie prezesowi telewizji zarzucono m.in. łamanie praw autorskich).
Siedziba Polonii 1 mieściła się wówczas w Warszawie w dawnym budynku Życia Warszawy (przedwojennym Domu Prasy) przy ul. Marszałkowskiej 3/5. Łącznie ze swoimi dwunastoma terenowymi ośrodkami telewizja zatrudniała blisko 2000 ludzi.
Oferta programowa Polonii 1 przygotowywana była przez Fininvest – włoski holding mediowy, należący do Silvio Berlusconiego. Fininvest otworzył również w Polsce oddział swojego biura reklamy o nazwie Publipolska Multimedia – którego zadaniem było pozyskiwanie reklamodawców dla Polonii 1.
Sieć szybko zdobyła popularność: na początku 1994 r. oglądalność Polonii 1 sięgała – według danych nadawcy – 20% w skali kraju (8 mln widzów).

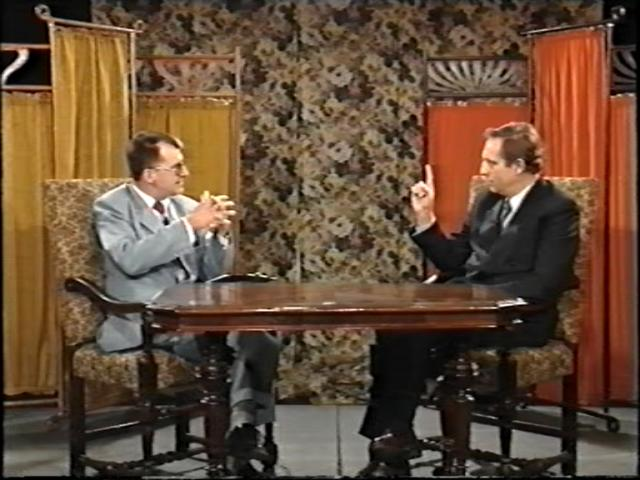
Program A Teraz Konkretnie, wyemitowany w 1994

Warto zaznaczyć, że w latach, gdy przyszłe stacje Polonii 1 rozpoczynały nadawanie, nie udzielano jeszcze koncesji dla nadawców radiowych i telewizyjnych, a same przepisy regulujące ich wydawanie były na etapie tworzenia. Po wejściu przepisów dotyczących koncesjonowania w 1994 r. prywatne telewizje nadające wówczas z terytorium Polski (poza PTV Echo, która posiadała tymczasowe zezwolenie na emisję programu) uznane zostały za prowadzące swoją działalność nielegalnie. W pierwszym procesie koncesyjnym, w którym udział brała m.in. Polonia 1, koncesję ogólnopolską otrzymał Polsat. Jeden z zarzutów KRRiT pod adresem Polonii 1 dotyczył skomplikowanej i mało przejrzystej struktury kapitałowej sieci. Był on o tyle istotny, że dopuszczalny udział obcego kapitału w spółkach ubiegających się o koncesję nie mógł przekraczać 33%.
Bez sukcesu dla nadawców zakończyło się również przydzielanie lokalnych pasm – KRRiT zarzucała stacjom brak niezależności od włoskich inwestorów, utrzymywano również, iż nie przewidziano w konkursie utworzenia sieci opartej na nadajnikach małej mocy. Mimo to jednak na początku 1995 roku ta ponoć nieprzewidziana sieć nadajników w większych miastach została przydzielona nadawcy kodowanemu – Canal+. Mimo nieuzyskania koncesji, stacje Polonii 1 nie zaprzestały nadawania, próbując w międzyczasie podważyć decyzje koncesyjne KRRiT w Naczelnym Sądzie Administracyjnym – bez rezultatu.
29 sierpnia 1994 roku prokuratury w Warszawie, Krakowie, Opolu, Lublinie, Poznaniu oraz Szczecinie (przy wsparciu miejscowych brygad antyterrorystycznych) przeprowadziły akcję zamknięcia tych stacji Polonii 1, które nadawały na częstotliwościach zarezerwowanych dla wojska. Nadawcom zarzucano wówczas sprowadzenie bezpośredniego zagrożenia dla życia – wykorzystywanie pasm wojskowych mogło teoretycznie spowodować nawet katastrofę lotniczą. Podczas procesu wytoczonego kierownictwu poznańskiej TV-ES okazało się jednak, iż nikt z Ministerstwa Obrony Narodowej w okresie nadawania na owych pasmach nie interweniował w tej sprawie, a więc uznano, że zagrożenia nie było.
W związku z wyłączeniami ośrodków sieci 13 września 1994 Polonia 1 rozpoczęła emisję programu z Rzymu za pośrednictwem satelity Eutelsat. Sześć działających jeszcze wówczas stacji lokalnych zaprzestało w znacznym lub całkowitym stopniu produkcji własnych programów, ograniczając się do retransmisji przekazu satelitarnego. 21 września 1994 nastąpiła powtórna akcja wyłączania. Tego dnia z eteru zniknęły: gdyński Tele Top, łódzki Tele-24, katowicki PTV Rondo i olsztyński TV Copernicus. Od tej pory program emitowały ostatnie dwie stacje naziemne: wrocławskie PTV Echo i bydgoskie TV EX, które jako jedyne nie korzystały z częstotliwości wojskowych. Obie zaprzestały nadawania dopiero w połowie marca 1995 roku, gdy było już pewne, że żadna z nich nie otrzyma koncesji.

### 1995–2002
Niepowodzenie w procesie koncesyjnym zaskutkowało jednakże rezygnacją Nicoli Grausy z dalszych inwestycji w Polsce. Niebawem pozbył się on udziałów zarówno w „Życiu Warszawy”, jak i w Polonii 1. Wcześniej stacja zmieniła siedzibę – z dawnego „Domu Prasy” przeniosła się na ul. Podskarbińską 4, do budynku byłego kina 1 Maj.
Mimo wcześniejszych zapowiedzi, stacje tworzące sieć Polonii 1 nie wystartowały w kolejnym procesie koncesyjnym i wkrótce zostały zlikwidowane. Sama Polonia 1 trafiła w ręce podmiotów związanych z włoską spółką Eurocast Italia: do 2001 r. – Polcast Warszawa, następnie Fincast. W 1996 stacja zmieniła ofertę programową, skupiając się na emisji polskiej produkcji programów o charakterze rozrywkowym i poradnikowym, oraz oprawę graficzną. Od 1997 roku dzieli czas nadawania z kanałem Top Shop (w przeszłości również przejściowo z kodowanym kanałem erotycznym EurOtica/Rendez Vous, a także rozpoczynającą wówczas działalność katarską telewizją informacyjną Al Jazeera).
W 1998 roku uruchomiono kanał Super 1, którego ofertę stanowiły głównie seriale i filmy pokazywane na antenie Polonii 1 we wczesnych latach 90., a także – wspólna dla obu kanałów – produkcja własna.
Emisja Polonii 1 (a następnie także Super 1) od połowy lat 90. do 2002 roku prowadzona była z wielu państw europejskich, m.in. Włoch, Chorwacji czy Słowenii. W czerwcu 2001 roku Polonia 1 i Super 1 napotkały problemy techniczne. Na dwa tygodnie z satelity zniknął całkowicie przekaz obu programów. Następnie stacje wznowiły nadawanie – tym razem z Wielkiej Brytanii.
W 2002 roku wystartowała nowa telewizja Tele 5, uruchomiona przez Fincast w miejsce kanału Super 1. Zakończono wówczas nadawanie obu programów z zagranicy, przenosząc studia emisyjne do Warszawy. Testowa emisja Tele 5 rozpoczęła się 17 kwietnia 2002 roku, oficjalnie stacja ruszyła dwa dni później. Polonia 1 wprowadziła wówczas zupełnie nowe logo, nawiązujące do logotypu Tele 5, oraz całkowicie zmienioną oprawę graficzną. W niedługim czasie zmieniła się siedziba obu telewizji – przeniosły się one z zajmowanego od lat budynku przy ul. Podskarbińskiej 4 w Warszawie do biurowca Zeptera przy ul. Domaniewskiej 37. Obecna siedziba mieści się przy ul. Domaniewskiej 50.

### 2002–2010
Polonia 1 stała się telewizją niszową, nadającą programy, które trudno znaleźć na innych kanałach. Stacja nadawała w tym czasie klasykę kin włoskiego i amerykańskiego, a także współczesne kino amerykańskie i europejskie, anime, telenowele, seriale, programy dokumentalne, rozrywkowe, sport oraz programy erotyczne. Telewizja dzieliła swój czas antenowy z telezakupowym kanałem Top Shop.
We wrześniu 2007 roku ramówka Polonii 1 poszerzona została o serwisy pogodowe szczegółowo prezentujące prognozę dla poszczególnych regionów Polski oraz największych miast Europy i świata. Program zniknął z anteny 31 stycznia 2008 roku.
Od 2008 roku nadawany był program Zdrowy Puls. Emitowały go Polonia 1 i TVP Info, a wcześniej – TV Puls.

### od 2011
W kwietniu 2011 roku do ramówki Polonii 1 wprowadzono piątkowe wieczory z horrorami, w których znalazły się amerykańskie filmy grozy.
W czerwcu 2011 roku w strukturach stacji utworzono stanowisko dyrektora programowego. Zajął je David Podhajski. Odpowiadał on za nową koncepcję stacji, a także jej rozwój. Od 12 września 2011 roku wprowadzano stopniowe zmiany w ramówce kanału, rezygnując m.in. z emisji seriali anime. Ofertę programową stacji – skierowaną przede wszystkim do kobiet – stanowiły głównie seriale i filmy, które jeszcze nie były emitowane w Polsce. W styczniu 2013 funkcję dyrektora programowego objął Jarosław Burdek. Od roku 2013 Polonia1 stała się stacją, na której przez dłuższy czas emitowane były jedyne w Polsce programy interaktywne typu CallTV, programy ezoteryczne, nadawane w paśmie dziennym (w większości stacji komercyjnych były one emitowane w paśmie nocnym) oraz Telezakupy z biżuterią.
7 marca 2013 roku z okazji 20-lecia stacji wprowadzono oprawę graficzną, nowe logo i złoty kolor loga. Tego samego dnia kanał przeszedł z 4:3 na 16:9. 26 października 2013 z okazji jubileuszu 20-lecia Polonii 1 stacja wyemitowała dokument Z ziemi włoskiej do Polski, opowiadający o początkach działalności Polonii 1.
17 stycznia 2015 roku zmieniono profil stacji na rozrywkowy. W ramówce kanału emitowane są programy rozrywkowe, muzyczne, telezakupy, seriale reality, programy ezoteryczne i nocne pasmo erotyczne (blok Różowa noc, później pod nazwą Miłe rozmowy). Zmianom uległy również oprawa graficzna kanału i logo, które nawiązuje do wcześniejszej oprawy z literą P i cyfrą 1. W styczniu 2015 funkcję dyrektora programowego objęła Aleksandra Fajęcka.
1 maja 2020 kanał rozpoczął nadawanie w HD.
Z okazji 30-lecia kanału od marca do sierpnia 2023 pod logiem widniał napis „30 LAT”.

## Odbiór Polonii 1
Polonia 1 nadaje w przekazie niekodowanym na satelicie Hot Bird 13C.
- Częstotliwość: 11,662
- Polaryzacja: V
- Symbol Rate: 27500
- FEC: 3/4
- SID: 16956
- PCR PID: 2021
- Video PID: 2021
- Audio PID: 2022
- PMT PID: 1856

## Programy
- Akta Prosiaczka
- A Teraz Konkretnie
- ATaK Show
- A.T. Kijowskiego
- Boom Bum
- Disco Bandżo
- Disco Start
- EurOtica
- Gemporia (prod. Telemedia Interac TV – Węgry/Budapeszt)
- Klejnot TV (prod. Telemedia Interac TV – Węgry/Budapeszt)
- Magiczna.tv
- Magazyn Disco Polo
- Muzyczna Ruletka
- Nasze smaczki
- Part time music
- Power Dance
- Rendez Vous
- Różowa noc
- Śniadanie z wróżkami
- Taka sytuacja
- U... NTW
- Werdykt
- Zagadkowy Weekend

### Animacje
- Yattaman
- Generał Daimos
- Mazinga Z
- Kosmiczny Robot Goldrake
- Getta Robot/Get Robot
- Stalowy Jeeg
- Wojowniczy Robot Gaiking
- Niepokonany Daitan III
- Odważny Raideen
- Danguard
- Daltanious
- Pojedynek Aniołów
- Fantastyczny świat Paula
- Gigi
- Kapitan Jastrząb / Kapitan Tsubasa
- Sally czarodziejka
- Legenda Zorro
- Tygrysia Maska
- Jeździec Srebrnej Szabli
- Czarodziejka z księżyca

## Polonia 1 Telesprzedaż
Polonia 1 Telesprzedaż – polskie pasmo telezakupów.

### Programy pasma
- Gems Kolekcja
- Klejnot TV
- Mango
- TV Okazje

## Logo Polonia 1
Zmiany logo:
| Lata                                   | Opis | Logo |
| -------------------------------------- | --- | ---- |
| 7 marca 1993 – 31 sierpnia 1996        | Czarny napis „Polonia” rozmieszczony wzdłuż lewego brzegu czerwonej cyfry 1. Na ekranie biała obwódka loga w prawym dolnym rogu. |      |
| 1 września 1996 – 30 kwietnia 2002     | Logo wzorowane na logu Italii 1. Cyfra 1 na żółtym czworoboku, pod nim żółty napis „Polonia”. Na ekranie w prawym dolnym rogu, pod koniec logo przesunięto na prawy górny róg. |      |
| 1 maja 2002 – 23 sierpnia 2006         | Znak nawiązujący do logo Tele 5: srebrna litera „P” i złota cyfra 1, wpisane w srebrnym łuku z przerwą na literę „P”. Na ekranie krystaliczne w lewym górnym rogu. |      |
| 24 sierpnia 2006 – 30 września 2010    | Połączone płaskimi bokami złota cyfra 1 i srebrna litera „P”. 10 marca 2007 zmodyfikowano logo (węższa biała cyfra 1 z żółtymi konturami i srebrna litera „P”). Na ekranie krystaliczne w prawym górnym rogu. |      |
| 1 października 2010 – 16 stycznia 2015 | - Wersja nr 1: Cyfra 1 w kolorze białym ułożona poziomo na niebieskim tle, a na niej napis „Polonia” w kolorze tła (od 1 października 2010 do 11 września 2011). - Wersja nr 2: Ta sama stylizowana cyfra 1, tyle, że w zielonym kolorze i z odchodzącymi od niej, grubymi, zielonymi konturami, a na niej jest biały napis „Polonia” (od 12 września 2011 do 6 marca 2013). - Wersja nr 3: Na 20-lecie Polonii 1 cyfra 1 i jej kontury stały się złote, a kontury zmieniono na równo cienkie (od 7 marca 2013 do 16 stycznia 2015). Na ekranie początkowo w prawym górnym, a od 12 września 2011 w prawym dolnym rogu. |      |
| od 17 stycznia 2015                    | Powrót do znaku graficznego składającego się z litery „P” i cyfry 1. Napis w kolorze białym wpisany w niebieskie koło (na ekranie krystaliczne z bezbarwnym napisem w prawym górnym rogu). Od 1 maja 2020 w wersji HD widnieje napis HD pod logiem w prawym dolnym rogu. |      |

Na czas żałoby narodowej zmienia kolor na czarny.

## Filmografia
- „Z ziemi włoskiej do Polski” – Film. polonia1.tv. [zarchiwizowane z tego adresu (2017-01-03)]. A.T.Kijowskiego z 2013 roku na XX lecie stacji.